# USCGC Campbell (WPG-32)
«Кемпбелл» (англ. USCGC Campbell (WPG-32) — військовий корабель, куттер типу «Трежері» Берегової охорони США, що перебував на службі військово-морських сил США за часи Другої світової війни.
«Кемпбелл» був закладений 1 травня 1935 на верфі Philadelphia Naval Shipyard у Філадельфії, де 3 червня 1936 року корабель був спущений на воду. 16 червня 1936 року він увійшов до складу Берегової охорони США.

## Історія служби
«Джордж В. Кемпбелл» увійшов до строю 16 червня 1936 року та відплив до свого порту приписки Степлтон, Нью-Йорк. Він був призначений для проведення пошуково-рятувальних робіт і патрулювання. 22 жовтня 1936 року корабель вирушив з Нью-Йорка до Саутгемптона і повернувся назад 16 листопада. У серпні 1937 року його офіційне ім'я було скорочено до «Кемпбелл» і саме в цей час на борту з'явився талісман корабля собака Синдбад. Синдбад залишався на борту «Кемпбелл» під час Другої світової війни, спричинив принаймні два міжнародні інциденти в іноземних гаванях, сумлінно керував своєю бойовою станцією під час бою та загалом розважав екіпаж під час своїх довгих походів протягом одинадцяти років.
5 вересня 1939 року президент Франклін Д. Рузвельт проголосив про нейтралітет його держави у конфлікті, що спалахнув у Європі, та наказав ВМС сформувати Патруль нейтралітету для відстеження будь-якої повітряної, надводної чи підводної діяльності воюючих сторін у водах біля східного узбережжя та у Вест-Індії. Військово-морські сили США визначили, що їхні есмінці не здатні здійснювати тривалі походи в Північній Атлантиці, і попросили, щоб берегова охорона проводила ці патрулі. В результаті «Кемпбеллу» було доручено здійснити перше патрулювання від сил Берегової охорони. Загалом «Кемпбелл» здійснив п'ять таких походів, кожен з яких тривав приблизно два тижні, останній такий похід завершився поверненням до Нью-Йорка 29 січня 1940 року.
«Кемпбелл» став першим куттером типу «Секретар», який перейшов на службу до ВМС (1 липня 1941 року) і першим, хто супроводжував конвой, конвой HX 159, який відплив 10 листопада 1941 року. «Кемпбелл» разом із «Спенсером» були першими американськими військовими кораблями, оснащеними HF/DF, вперше використаними Королівським флотом для боротьби з німецьким флотом підводних човнів.
22 лютого 1943 року куттер «Кемпбелл» у взаємодії з польським есмінцем «Бурза» глибинними бомбами потопили німецький підводний човен U-606.

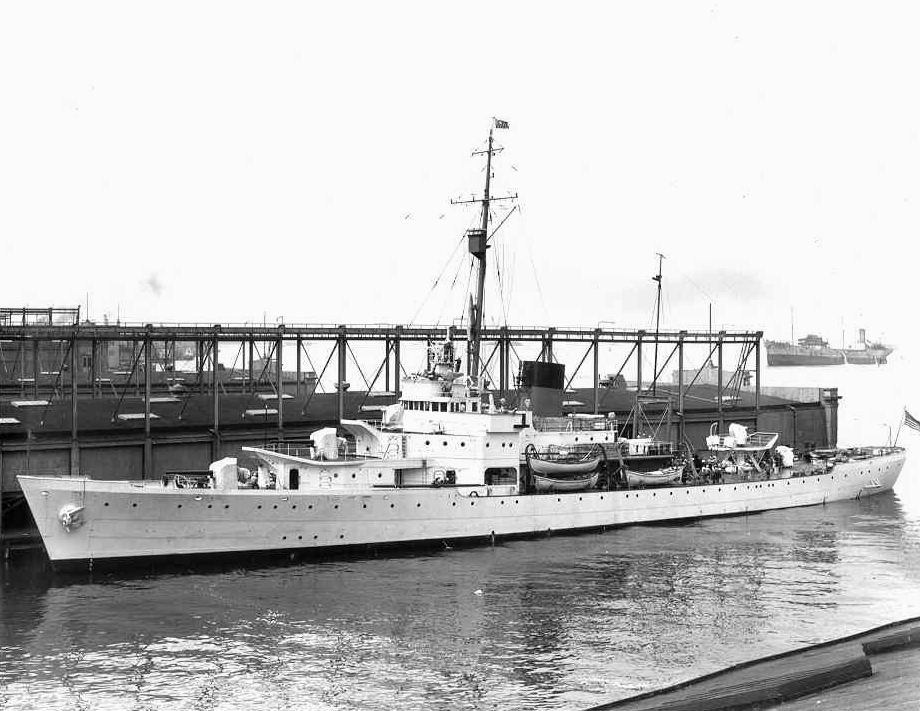
«Кемпбелл» на Нью-Йоркській військово-морській верфі. 1940

У квітні 1944 року конвой UGS 40, що складався з близько 80 суден, відправився в Середземне море на чолі з «Кемпбеллом». Ескортні сили нараховували три есмінці, шість американських ескортних міноносців та два французькі есмінці супроводу. У зв'язку з нещодавніми атаками Люфтваффе на конвої союзників у західному Середземномор'ї, UGS 40 вирушив із детально розробленим планом протиповітряної оборони, сформульованим командиром конвою, командером Джессі С. Соуелл на борту «Кемпбелл». Біля Гібралтару конвой UGS 40 отримав додатковий ескорт: британський крейсер ППО «Каледон», ескортний есмінець «Вілгойт», есмінець «Бенсон» і два американські тральщики типу «Ок» («Стеді» і «Сустейн»), які мали спеціальний апарат для блокування радіолокаційних передач і таким чином заплутували німецькі планерні бомби. 9 травня 1944 року конвой пройшов через Гібралтарську протоку на шляху до Бізерти без пригод, але через два дні було виявлено, що німецькі «шпигуни» слідують за конвоєм. На «Кемпбеллі» командир Соуелл попередив супроводжуючих, щоб вони були пильні про можливість атаки в сутінках. О 20:25 радар помітив наближення ворожих літаків, і Соуелл сформував конвой у вісім колон на відстані 1000 ярдів (910 м) одна від одної для маневру. Коли повідомили про ворога в 70 милях (110 км) на північ від мису Корбелін, UGS 40 рушив на схід, повз мис Бенгут. Невдовзі після заходу сонця кораблі супроводу почали постановку димові завіси, коли німецькі літаки, змішані сили Ju 88, He 111 та Do 217, наблизилися з кормової частини конвою та розбилися на групи для атаки з різних точок. Есмінці супроводу та дружні винищувачі збили приблизно 17 ворожих літаків і відігнали всіх, що залишилися, і транспортний конвой союзників вийшов з бою, не зазнавши жодних втрат.